# Psychopsis mimica
Psychopsis mimica är en insektsart som beskrevs av Edward Newman 1842.
Psychopsis mimica ingår i släktet Psychopsis och familjen Psychopsidae. Inga underarter finns listade i Catalogue of Life.